# Tabanus angustilimbatus
Tabanus angustilimbatus är en tvåvingeart som beskrevs av Senior-white 1924. Tabanus angustilimbatus ingår i släktet Tabanus och familjen bromsar.
Artens utbredningsområde är Sri Lanka. Inga underarter finns listade i Catalogue of Life.